# Taurianova
Taurianova ist eine italienische Stadt in der Metropolitanstadt Reggio Calabria in Kalabrien mit 14.763 Einwohnern (Stand 31. Dezember 2023).

## Lage und Geschichte
Taurianova liegt 65 km nordöstlich von Reggio Calabria in der Ebene von Gioia. Die Nachbargemeinden sind Cittanova, Molochio, Oppido Mamertina, Rizziconi, Terranova Sappo Minulio, Varapodio. Der Ort besteht aus den Ortsteilen San Martino di Taurianova, Amato, Pegara, Donna Livia.
Der Ort entstand 1928 durch die Vereinigung der Städte Radicena und Latrinoli. Taurianova ist ein Zentrum für Landwirtschaft und Industrie für die Umgebung. In der Landwirtschaft werden Südfrüchte, Oliven und Rotwein produziert. Der Tourismus ist im Wachsen.

## Sehenswürdigkeiten
Die Kirche Madonna del Rosario wurde nach dem Erdbeben 1783 wiederhergestellt. Sie hat ein Barockportal, im Inneren befinden sich Renaissanceskulpturen. In der Kirche der Immacolata befinden sich Marmorstatuen aus der Spätrenaissance.

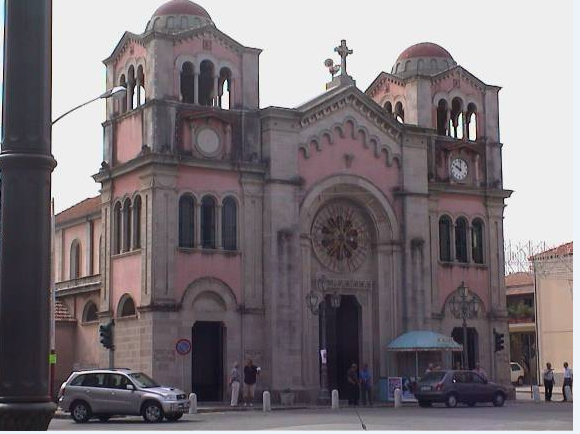
Der Dom
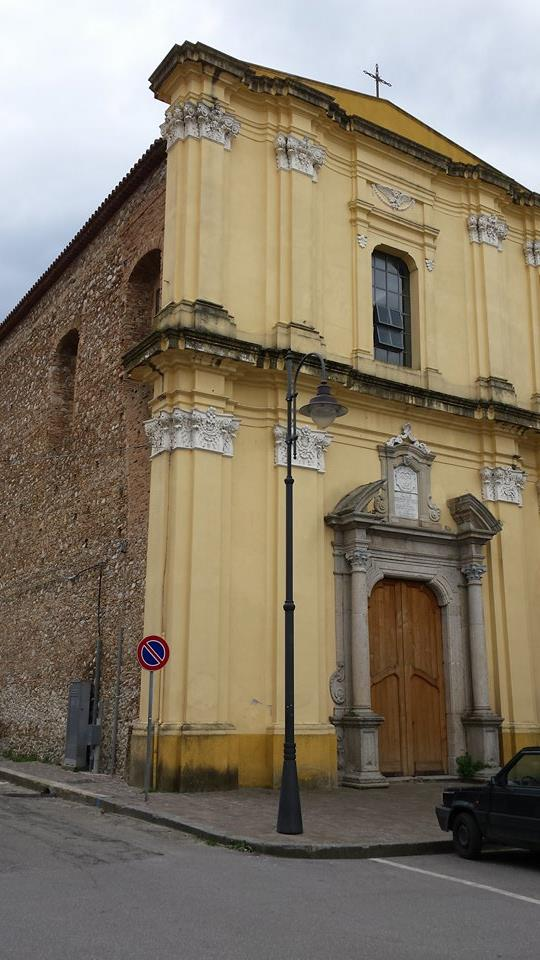
Kirche Madonna del Rosario
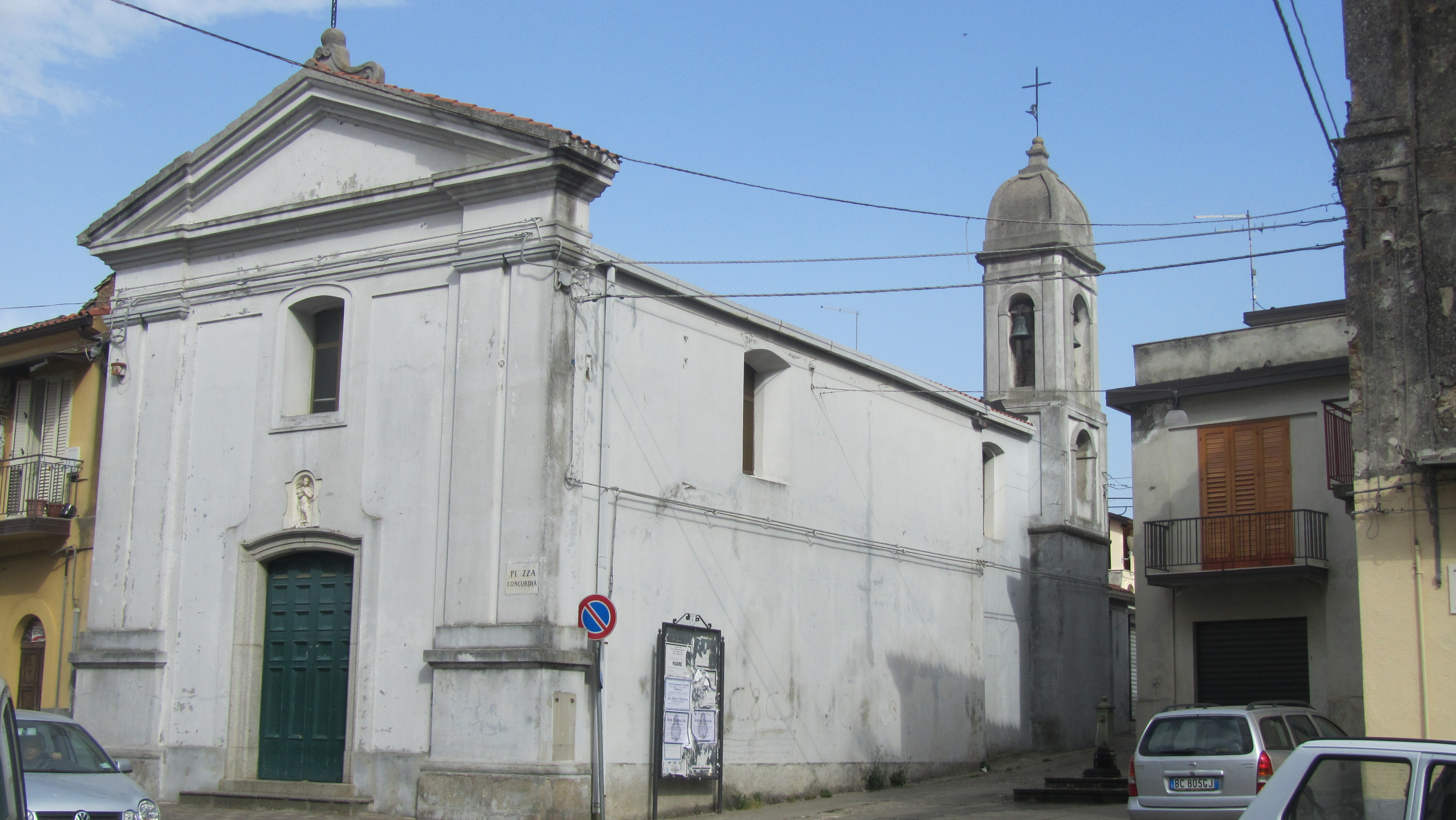
Chiesa dell'Immacolata (Radicena)
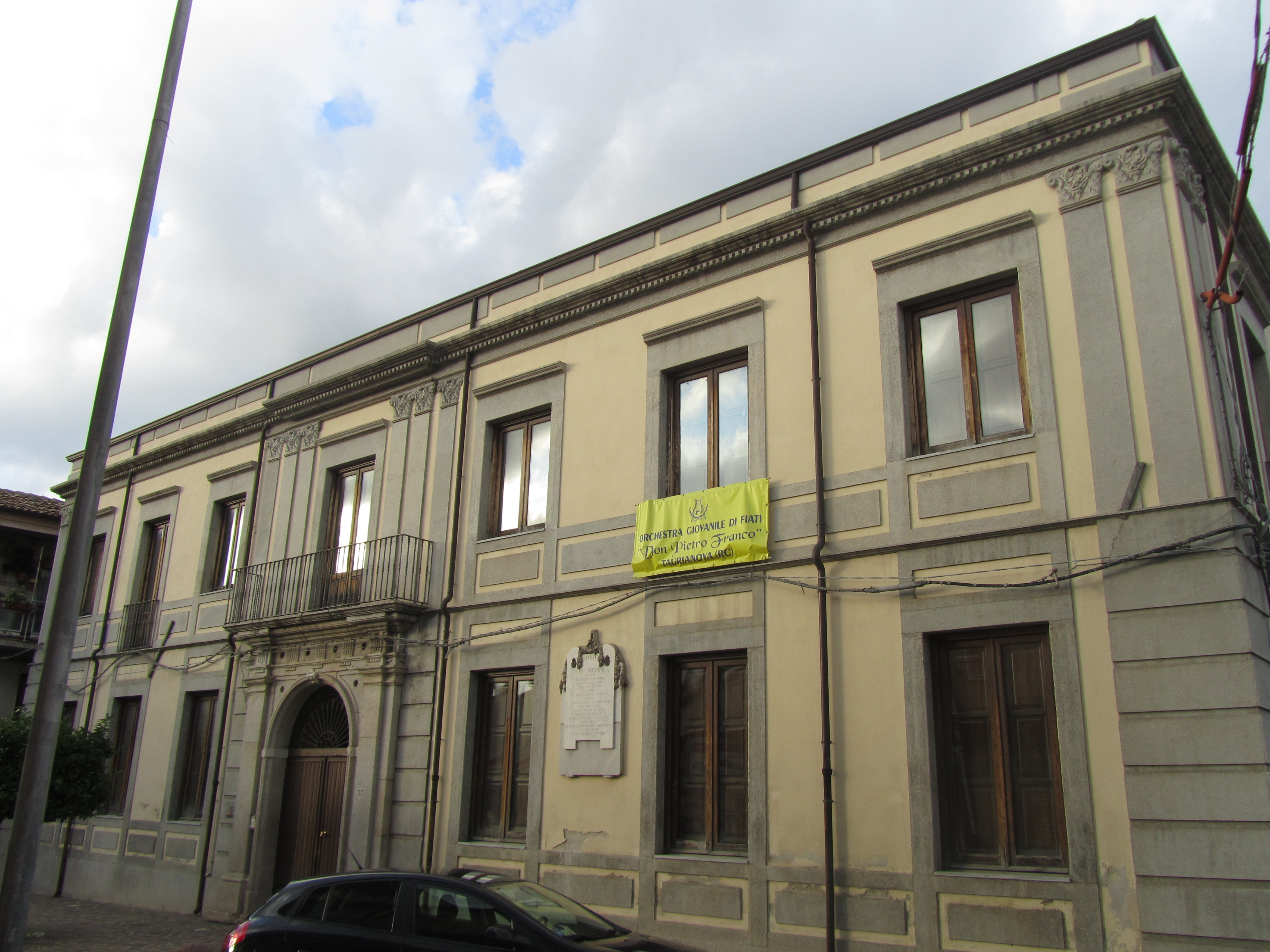
Ehemaliges Rathaus (Radicena)

## Persönlichkeiten
Aus Radicena stammt der Jurist, Weltreisende, Abenteurer und Autor Giovanni Francesco Gemelli Careri (1651–1725).

## Verschiedenes
Ende Juni 2016 wurde hier der zwanzig Jahre lang international gesuchte Ernesto Fazzialari festgenommen. Er galt als die Nummer zwei der ’Ndrangheta.

## Belege
1. ↑  Bilancio demografico e popolazione residente per sesso al 31 dicembre 2023. ISTAT. (Bevölkerungsstatistiken des Istituto Nazionale di Statistica, Stand 31. Dezember 2023).
2. ↑  APA: Nummer zwei der 'Ndrangheta in Italien gefasst. Abgerufen am 26. Juni 2016.